# Boraciet
Het mineraal boraciet is een chloor-houdend magnesium-boraat met de chemische formule Mg3B7O13Cl.

## Eigenschappen
Het subdoorzichtig tot doorschijnend kleurloze, witte, grijze, geelwitte of blauwgroene boraciet heeft een glas- tot diamantglans, een witte streepkleur en het mineraal kent geen splijting. Het kristalstelsel is orthorombisch. Boraciet heeft een gemiddelde dichtheid van 2,9, de hardheid is 7 en het mineraal is niet radioactief. De dubbelbreking van boraciet is 0,0100 - 0,0108.

## Naam
De naam van het mineraal boraciet is afgeleid van de chemische samenstelling; het bevat het element boor.

## Voorkomen
Boraciet is een mineraal dat gevormd wordt in mariene evaporieten. De typelocatie van boraciet is Lüneburg (Duitsland). Het mineraal wordt verder gevonden bij Stassfurt in Saksen, bij Loftus, Cleveland, Verenigd Koninkrijk en in Iberville Parish in Louisiana (Verenigde Staten).